# 多疣猪屎豆
多疣猪屎豆（学名：Crotalaria verrucosa），又名大葉野百合，为豆科猪屎豆属下的一个种。

## 分布
- 分布於熱帶亞洲、美洲及非洲。於臺灣多見於中、南部之平地山野[1]。

## 扩展阅读
- 維基物種上的相關：多疣猪屎豆